# Воробьёвы Горы (станция)
Воробьёвы Го́ры — закрытая железнодорожная станция Малого кольца Московской железной дороги. Станция располагалась параллельно улице Хамовнический Вал, в районе южного выхода станции метро «Спортивная».

## История и описание

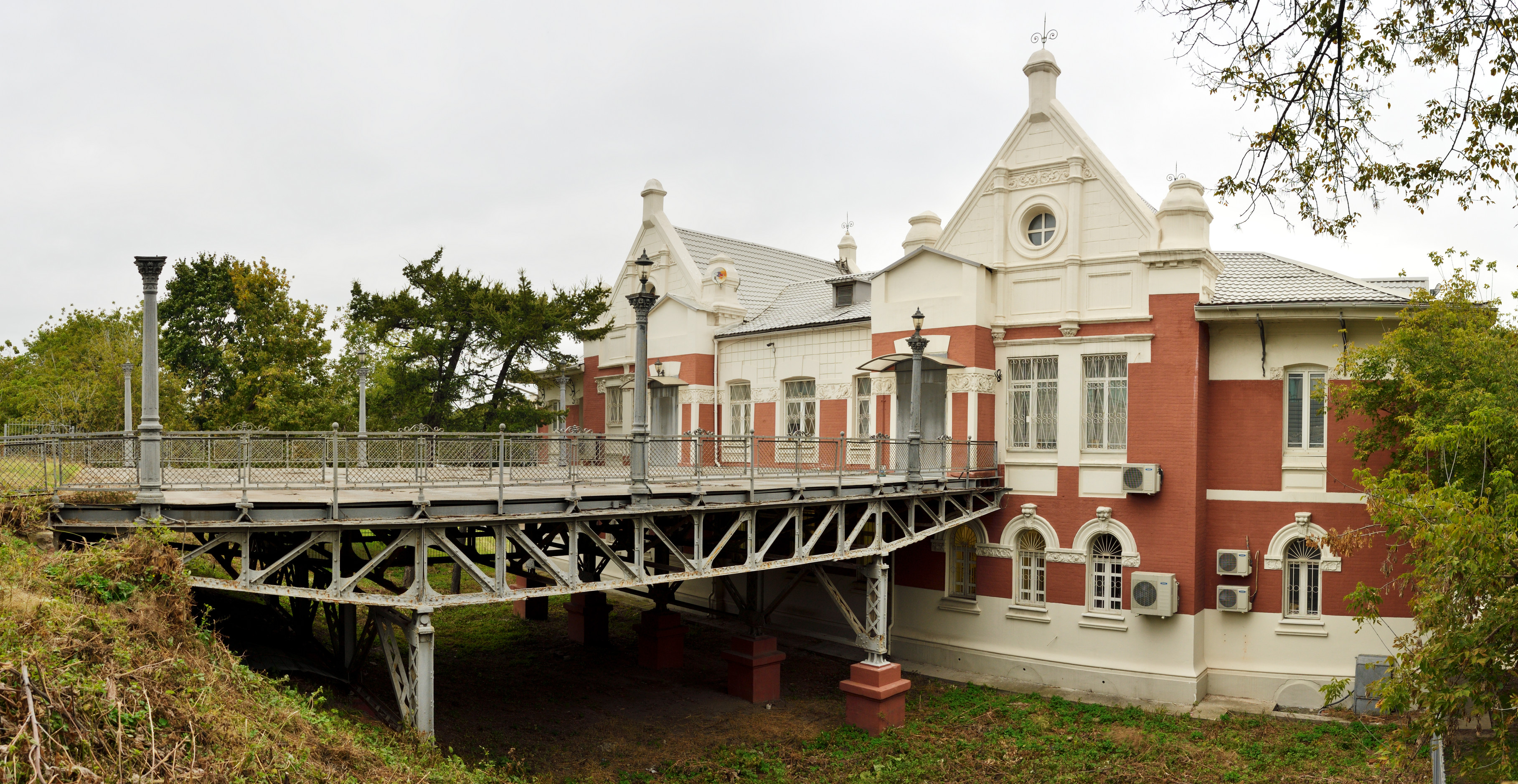
Станционное здание, вид со стороны путей

Была открыта одновременно с другими станциями МК МЖД в 1908 году и заняла территорию бывшего Вавилонского сада, принадлежавшего Новодевичьему монастырю.
Двухэтажное здание вокзала (Хамовнический Вал, 1) содержало в себе и квартиры для служащих, и пост управления стрелками, а также буфет (единственный на Московской окружной железной дороге). Переход на платформу осуществлялся со второго этажа. И здание вокзала, и этот переходный мост сохранились до настоящего времени. Здание занимает Юго-Западная транспортная прокуратура Московской межрегиональной транспортной прокуратуры.
Станция обслуживала подъездной путь к заводу «Каучук» на Усачёвой улице. Путь впервые обозначен на картах конца 1920-х годах, был разобран во второй половине 1950-х годов при строительстве стадиона «Лужники», когда прирельсовая складская база завода была переведена в «Очаково». Кроме того, до середины 1950-х от станции отходили многочисленные подъездные пути к предприятиям на Саввинской набережной и Лужнецкой пойме.
Станция была ликвидирована в начале 2000-х годов одновременно со строительством Третьего транспортного кольца. Станционные пути разобраны, на месте станции прямой перегон Канатчиково — Кутузово. Официально приказом Росжелдора была закрыта 15 ноября 2016 года.
В 2016 году на перегоне Канатчиково — Пресня на бывшей территории станции открыта платформа Лужники.

## В кинематографе
- «Меняю собаку на паровоз» (1975)